# Корнилович, Александр Осипович
Алекса́ндр О́сипович Корнило́вич (7 июля 1800, местечко Тульчин, Подольская губерния (по другим сведениям — Могилёв-Подольский — 30 августа 1834, близ Тифлиса) — декабрист, штабс-капитан Гвардейского генерального штаба, писатель, историк, по вероисповеданию — католик.

## Биография
Отец — Осип Яковлевич Корнилович (ум. в 1814) — служитель Могилёвской таможни, мать — Розалия Ивановна. Брат — Михаил Осипович Без-Корнилович.
Сначала воспитывался в Одесском благородном пансионе, затем в Московском учебном заведении для колонновожатых, откуда 30 августа 1816 года был выпущен прапорщиком в Свиту его императорского Величества по квартирмейстерской части. В 1816 году вместе с Д. П. Бутурлиным занимался архивными изысканиями по проблемам военной истории Петра I и Отечественной войны 1812 года. С 1817 года — на съёмке пространства, занимаемого войсками 1-й армии генерал-фельдмаршала М. Б. Барклая-де-Толли, после чего переведён в Гвардейский Генеральный штаб. С 1822 года преподавал статистику и географию в школе топографов и училище колонновожатых. Опубликовал ряд статей по периоду первой четверти XVIII века и истории русских географических открытий.
В 1824 году вместе с В. Д. Сухоруковым издал альманах «Русская старина». Он состоял из пяти статей Корниловича под общим названием «Нравы русских при Петре Великом» и четырёх статей Сухорукова, имевших заглавие «Общежитие донских казаков в XVII и XVIII столетии».
Участвовал в литературных обществах «Вольное общество любителей российской словесности» и «Общество громкого смеха». Печатался в журнале «Литературные листки» Ф. В. Булгарина.
Член Южного общества с 1825 года. Прибыл в Санкт-Петербург за несколько дней до восстания, участвовал в его подготовке. Арестован в 12 часу ночи 14 декабря 1825 года на квартире штабс-капитана Шенига в Главном штабе и доставлен в Зимний дворец для допроса, а оттуда на главную гауптвахту. 15 декабря переведён в Петропавловскую крепость на караул к Невским воротам.
Осуждён и по конфирмации 10 июля 1826 года приговорён к 15-летней каторге с поселением в Сибири навечно.
Отбывал срок в Читинском остроге.
В 1827 году в III Отделение поступил донос Ф. В. Булгарина о том, что якобы Александр Корнилович, проводя изыскания в архиве Министерства иностранных дел, передавал содержание важных государственных бумаг австрийскому правительству. Корниловича срочно вывезли из Читы в Санкт-Петербург для допроса. Обвинение в шпионаже не подтвердилось. Корнилович был заключён в Петропавловскую крепость. Ему было разрешено писать, и он составил около сорока критических записок «на высочайшее имя» о государственном устройстве, хозяйственном управлении, военном деле, положении декабристов в Читинском остроге. Кроме того, в крепости Корнилович написал историческую повесть «Андрей Безыменный» — о русских нравах времён Петра Великого, хорошо известных автору по прежним учёным занятиям. В 1832 году повесть была издана в Петербурге (разумеется, без имени автора).
В ноябре 1832 года Корнилович был отправлен рядовым в Ширванский пехотный полк, в Тифлис, где и умер 30 августа 1834 года от лихорадки.

## Сочинения А. О. Корниловича
- Корнилович А. О. «Карманная книжка для любителей отечественной истории» (Статьи об эпохе Петра I) (1824);
- Корнилович А. О. Статья «Известие об экспедициях в Северо-Восточную Сибирь флота лейтенанта Барона Врангеля и Анжу в 21, 22 и 23 гг.» (1825)
- Андрей Безыменный. Старинная повесть // Русская историческая повесть первой половины XIX века. М.: Правда, 1986. — С. 221—296.
- Корнилович А. О. Новый год, в 1724 году // Сын Отечества. 1824. Ч. 91, № 3. С. 115—121.
- Корнилович А. О. Сочинения и письма / Подгот. А. Г. Грумм-Гржимайло и Б. Б. Кафенгауз; Акад. наук СССР. — Москва; Ленинград: Изд-во Акад. наук СССР, 1957. — 550 с.
- Корнилович А. О. Записки из Алексеевского равелина. — М.: Российский фонд культуры; ГА РФ; Государственный исторический музей; Российский Архив, 2004. — 656 с.